# 林士勛
林士勛（りん しくん、1997年7月12日 - ）は、台湾の囲碁棋士。高雄市出身、台湾棋院に所属、七段。東鋼杯プロ囲棋戦、中環碁聖戦優勝など。

## 経歴
2007、08年、栄三杯全国学生棋王戦小学組で連続優勝、2009年に同中学組優勝。2010年アマチュア三強戦優勝。
2012年初段。同年二段。2015年三段、東鋼杯決勝で蕭正浩を破って優勝、これにより五段昇段、中環杯碁聖戦ベスト4、中華職協新鋭隊入り。2016年グロービス杯世界囲碁U-20ベスト8、IMSAエリートマインドゲームズ男子団体戦で台湾チームで出場し4位、中華職協精鋭隊入り。2017年六段、天元戦挑戦者となるが王元均に0-4で敗れる。2018年中環碁聖戦決勝で許皓鋐に2-0で勝って優勝、おかげ杯国際新鋭対抗戦出場。2020年七段。2021年中華職協新鋭隊副コーチ。2022年中華職協精鋭隊副コーチ。

### タイトル歴
- 東鋼杯プロ囲棋戦 2015年
- 台北市中正杯囲棋オープン戦 2016年
- 中環碁聖戦 2018年
- 新人王戦 2019年

### 他の棋歴
- おかげ杯国際新鋭対抗戦 2018年（◯陶欣然、◯余正麒、×金明訓、×許家元）
- 天元戦 挑戦者 2017年
- 環旭新人王戦 準優勝 2021年
- 中国囲棋リーグ
  - 2016年丙級（海峰棋院）
  - 2017年丙級（海峰棋院）1-6
  - 2018年丙級（台湾中環）4-3
  - 2019年乙級（台湾中環）5-2
  - 2020年乙級（台湾中環）3-5